# Egypte op de Paralympische Zomerspelen 2024
Egypte was een van de landen die deelnam aan de Paralympische Zomerspelen 2024 in Parijs.

## Medailleoverzicht
| Sport                                            | Paralympiër        | Onderdeel  | Medaille |
| ------------------------------------------------ | ------------------ | ---------- | -------- |
| Bankdrukken op de Paralympische Zomerspelen 2024 | Rehab Ahmed        | 55 kg (v)  | Goud     |
| Bankdrukken op de Paralympische Zomerspelen 2024 | Mohamed Elmenyawy  | 59 kg (m)  | Goud     |
| Bankdrukken op de Paralympische Zomerspelen 2024 | Fatma Elyan        | 67 kg (v)  | Zilver   |
| Bankdrukken op de Paralympische Zomerspelen 2024 | Mohamed Elelfat    | 88 kg (m)  | Zilver   |
| Bankdrukken op de Paralympische Zomerspelen 2024 | Safaa Hassan       | 79 kg (v)  | Brons    |
| Bankdrukken op de Paralympische Zomerspelen 2024 | Nadia Ali (atleet) | +86 kg (v) | Brons    |
| Volleybal op de Paralympische Zomerspelen 2024   | team               | mannen     | Brons    |

## Deelnemers en resultaten
(m) = mannen, (v) = vrouwen, (g) = gemengd 

### Atletiek

#### Baanonderdelen
| Athleet       | Onderdeel     | Series    | Series | Finale              | Finale              |
| Athleet       | Onderdeel     | Resultaat | Rang   | Resultaat           | Rang                |
| ------------- | ------------- | --------- | ------ | ------------------- | ------------------- |
| Karim Ramadan | 100 m T44 (m) |           |        | 11.96               | 7                   |
| Karim Ramadan | 200 m T44 (m) | 24.48     | 5      | niet gekwalificeerd | niet gekwalificeerd |

#### Veldonderdelen
| Athleet                         | Onderdeel           | Finale    | Finale |
| Athleet                         | Onderdeel           | Resultaat | Rang   |
| ------------------------------- | ------------------- | --------- | ------ |
| Abdulrhman Yusuf Shabib Mahmoud | Verspringen T47 (m) | 6.25      | 6      |

### Bankdrukken
| Athleet                      | Onderdeel  | Poging (kg) | Poging (kg) | Poging (kg) | Poging (kg) | Resultaat (kg) | Rang   |
| Athleet                      | Onderdeel  | 1           | 2           | 3           | 4           | Resultaat (kg) | Rang   |
| ---------------------------- | ---------- | ----------- | ----------- | ----------- | ----------- | -------------- | ------ |
| Taha Abdelmajid              | 54kg (m)   | 165         | 167         | 171         |             | 171            | 6      |
| Mohamed Elmenyawy            | 59kg (m)   | 194         | 198         | 201         |             | 201            | Goud   |
| Sherif Osman                 | 65kg (m)   | 193         | 198         | 200         |             | 198            | 7      |
| Mahmoud Attia                | 72kg (m)   | 188         | 193         | 195         |             | 195            | 6      |
| Mohamed Elelfat              | 88kg (m)   | 220         | 224         | 230         |             | 224            | Zilver |
| Hany Abdelhady               | 97kg (m)   | 205         | 212         | 220         |             | 212            | 6      |
| Amr Mosaad                   | +107kg (m) | 227         | 235LC       | 237         |             | 227            | 6      |
| Enas Elgebaly Abdelaal Aggag | 41kg (v)   | 93          | 99          | 99          |             | 93             | 7      |
| Rehab Ahmed                  | 55kg (v)   | 117         | 121         | 122         |             | 121            | Goud   |
| Fatma Elyan                  | 67kg (v)   | 130         | 134         | 139         |             | 139            | Zilver |
| Safaa Hassan                 | 79kg (v)   | 134         | 139         | 146         |             | 139            | Brons  |
| Randa Mahmoud                | 86kg (v)   | 128         | 133         | 140         |             | 133            | 4      |
| Nadia Ali                    | +86kg (v)  | 141         | 145         | 154         |             | 145            | Brons  |

### Boccia
| Athleet                   | Onderdeel           | Groepsfase         | Groepsfase         | Groepsfase           | Groepsfase | Kwartfinale         | Halve finale        | Finale / Troostfinale | Finale / Troostfinale |
| Athleet                   | Onderdeel           | Tegenstander Score | Tegenstander Score | Tegenstander Score   | Rang       | Tegenstander Score  | Tegenstander Score  | Tegenstander Score    | Rang                  |
| ------------------------- | ------------------- | ------------------ | ------------------ | -------------------- | ---------- | ------------------- | ------------------- | --------------------- | --------------------- |
| Mahmoud Allam             | individueel BC4 (m) | Larpyen THA V 0–11 | Grisales COL V 5–9 | Nicolai GER V 2–6    | 4          | niet gekwalificeerd | niet gekwalificeerd | niet gekwalificeerd   | 14                    |
| Hanaa Elfar               | individueel BC4 (v) | Levine CAN V 3–4   | Konenko UKR W 8–1  | Mat Salim MAS V 3–11 | 3          | niet gekwalificeerd | niet gekwalificeerd | niet gekwalificeerd   | 12                    |
| Mahmoud Allam Hanaa Elfar | BC4 (g)             | HKG V 1–8          | BRA W 2*–2         |                      | 2 Q        | THA V 0–11          | niet gekwalificeerd | niet gekwalificeerd   | 8                     |

### Goalball
| Team | Onderdeel | Groepsfase         | Groepsfase         | Groepsfase         | Groepsfase | Kwartfinale        | Halve finale       | Finale / Troostfinale | Finale / Troostfinale |
| Team | Onderdeel | Tegenstander Score | Tegenstander Score | Tegenstander Score | Rang       | Tegenstander Score | Tegenstander Score | Tegenstander Score    | Rang                  |
| ---- | --------- | ------------------ | ------------------ | ------------------ | ---------- | ------------------ | ------------------ | --------------------- | --------------------- |
| team | (m)       | UKR V 3–6          | CHN V 4–7          | JPN V 1–11         | 4 Q        | BRA V 0–10         |                    | FRA V 4–6             | 8                     |

### Kanovaren
| Athleet     | Onderdeel | Series  | Series | Halve finale | Halve finale | Finale  | Finale |
| Athleet     | Onderdeel | Tijd    | Rang   | Tijd         | Rang         | Tijd    | Rang   |
| ----------- | --------- | ------- | ------ | ------------ | ------------ | ------- | ------ |
| Salwa Ahmed | KL2 (v)   | 1:07.90 | 6 Q    | 1:07.12      | 5 Q          | 1:02.32 | 9      |

### Roeien
| Athlete                    | Onderdeel                 | Heats   | Heats | Herkansing | Herkansing | Finale  | Finale |
| Athlete                    | Onderdeel                 | Tijd    | Rang  | Tijd       | Rang       | Tijd    | Rang   |
| -------------------------- | ------------------------- | ------- | ----- | ---------- | ---------- | ------- | ------ |
| Ali Elzieny Marwa Abdelaal | PR3 gemengd dubbel sculls | 8:41.23 | 5 H   | 8:40.09    | 4 TF       | 8:47.99 | 10     |

Qualification Legend: F=Finale; TF=Troostfinale; H=Herkansing

### Tafeltennis
Mannen
| Athleet                     | Onderdeel       | Zestiende finale       | Achtste finale                    | Kwartfinale            | Halve finale           | Finale / Troostfinale  | Finale / Troostfinale |
| Athleet                     | Onderdeel       | Tegenstander Resultaat | Tegenstander Resultaat            | Tegenstander Resultaat | Tegenstander Resultaat | Tegenstander Resultaat | Rang                  |
| --------------------------- | --------------- | ---------------------- | --------------------------------- | ---------------------- | ---------------------- | ---------------------- | --------------------- |
| Eslam Raslan                | Individueel C1  |                        |                                   |                        |                        |                        |                       |
| Ahmed Elmahsy               | Individueel C2  |                        |                                   |                        |                        |                        |                       |
| Khaled Ramadan              | Individueel C3  |                        |                                   |                        |                        |                        |                       |
| Sayed Youssef               | Individueel C7  |                        |                                   |                        |                        |                        |                       |
| Abdelrahman Abdalla         | Individueel C11 |                        |                                   |                        |                        |                        |                       |
| Khaled Ramadan Eslam Raslan | dubbel MD4 (m)  |                        | Rafal Czuper /Jakimczuk POL V 0–3 | niet gekwalificeerd    | niet gekwalificeerd    | niet gekwalificeerd    | niet gekwalificeerd   |

Vrouwen
| Athleet                    | Onderdeel        | Zestiende finale       | Achtste finale         | Kwartfinale                   | Halve finale           | Finale / Troostfinale  | Finale / Troostfinale |
| Athleet                    | Onderdeel        | Tegenstander Resultaat | Tegenstander Resultaat | Tegenstander Resultaat        | Tegenstander Resultaat | Tegenstander Resultaat | Rang                  |
| -------------------------- | ---------------- | ---------------------- | ---------------------- | ----------------------------- | ---------------------- | ---------------------- | --------------------- |
| Ola Soliman                | Individueel C1-2 |                        |                        |                               |                        |                        |                       |
| Fawzia Elshamy             | Individueel C3   |                        |                        |                               |                        |                        |                       |
| Mona Abdelhak              | Individueel C4   |                        |                        |                               |                        |                        |                       |
| Hanaa Hammad               | Individueel C6   |                        |                        |                               |                        |                        |                       |
| Samah Abdelaziz            | Individueel C7   |                        |                        |                               |                        |                        |                       |
| Hagar Elsayed              | Individueel C8   |                        |                        |                               |                        |                        |                       |
| Fawzia Elshamy Ola Soliman | dubbel WD5       |                        |                        | Oliveira /Oliveira BRA V 0–3  | niet gekwalificeerd    | niet gekwalificeerd    | niet gekwalificeerd   |
| Hagar Elsayed Hanaa Hammad | dubbel WD14      |                        |                        | Husic Dahl /Tveiten NOR V 0–3 | niet gekwalificeerd    | niet gekwalificeerd    | niet gekwalificeerd   |

Gemengd
| Athleet                       | Onderdeel           | Zestiende finale            | Achtste finale         | Kwartfinale            | Halve finale           | Finale / Troostfinale  | Finale / Troostfinale |
| Athleet                       | Onderdeel           | Tegenstander Resultaat      | Tegenstander Resultaat | Tegenstander Resultaat | Tegenstander Resultaat | Tegenstander Resultaat | Rang                  |
| ----------------------------- | ------------------- | --------------------------- | ---------------------- | ---------------------- | ---------------------- | ---------------------- | --------------------- |
| Khaled Ramadan Fawzia Elshamy | Dubbel gemengd XD7  | Travnicek /Kanova SVK V 0–3 | niet gekwalificeerd    | niet gekwalificeerd    | niet gekwalificeerd    | niet gekwalificeerd    | niet gekwalificeerd   |
| Sayed Youssef Hanaa Hammad    | Dubbel gemengd XD17 | Boheas /Caillaud FRA V 0–3  | niet gekwalificeerd    | niet gekwalificeerd    | niet gekwalificeerd    | niet gekwalificeerd    | niet gekwalificeerd   |

### Taekwondo
| Athleet              | Onderdeel | Eerste ronde           | Kwartfinale            | Halve finale           | Herkansing 1           | Finale / Troostfinale  | Finale / Troostfinale |
| Athleet              | Onderdeel | Tegenstander Resultaat | Tegenstander Resultaat | Tegenstander Resultaat | Tegenstander Resultaat | Tegenstander Resultaat | Rang                  |
| -------------------- | --------- | ---------------------- | ---------------------- | ---------------------- | ---------------------- | ---------------------- | --------------------- |
| Abdel Rahman Mahmoud | –70kg (m) | Nikoladze GEO          |                        |                        |                        |                        |                       |
| Salma Moneem Hassan  | –52kg (v) | Obonyo KEN W 12–3      | Ulambayar MGL V 5-7    |                        | Krassavtseva KAZ W 8-1 | Japaridze GEO V 2-2sup | 5                     |

### Volleybal
Team
- Ashraf Zaghloul Abdelaziz Abdalla
- Zakareia Abdo
- Metawa Abouelkhir
- Mohamed Abouelyazeid
- Abdelnaby Hassan Ahmed Abdellatif
- Hesham Elshwikh
- Mohamed Hamdy Elsoudany
- Ahmed Mohammed Fadl
- Ahmed Mohammed Soliman Khamis
- Hossam Massoud
- Elsayed Moussa Saad Moussa
- Ahmed Zikry

| Team | Onderdeel | Groepsfase         | Groepsfase         | Groepsfase         | Groepsfase | Halve Finale       | Finale / Troostfinale | Finale / Troostfinale |
| Team | Onderdeel | Tegenstander Score | Tegenstander Score | Tegenstander Score | Rang       | Tegenstander Score | Tegenstander Score    | Rang                  |
| ---- | --------- | ------------------ | ------------------ | ------------------ | ---------- | ------------------ | --------------------- | --------------------- |
| team | mannen    | BIH V 1-3          | FRA W 3-0          | KAZ W 3-1          | 2 Q        | IRI V 1-3          | GER W 3-2             | Brons                 |

### Zwemmen
| Athleet           | Onderdeel                           | Heats   | Heats | Finale              | Finale              |
| Athleet           | Onderdeel                           | Tijd    | Rank  | Tijd                | Rank                |
| ----------------- | ----------------------------------- | ------- | ----- | ------------------- | ------------------- |
| Zeiad Tarek Hasby | 50m vrije slag S10 (m)              | 24.75   | 7 Q   | 24.89               | 8                   |
| Zeyad Kahil       | 200m vrije slag S5 (m)              | 2:52.12 | 8 Q   | 2:52.64             | 8                   |
| Zeyad Kahil       | 100m schoolslag SB4 (m)             | 1:53.50 | 7 Q   | 1:53.21             | 7                   |
| Malak Abdelshafi  | 100m schoolslag SB4 (v)             | 2:19.51 | 10    | niet gekwalificeerd | niet gekwalificeerd |
| Malak Abdelshafi  | 200m individuele wisselslag SM5 (v) | DSQ     | DSQ   | niet gekwalificeerd | niet gekwalificeerd |